# Сюлейман
Сюлейман е арабско мъжко име означаващо „Мъж на мира“. То също е арабското предаване на името на библейския цар Соломон.
Хора, носещи името:
- Сюлейман I (1519-1566), султан на Османската империя;
- Сюлейман II (1687-1691), султан на Османската империя;
- Сюлейман паша (1838-1883);
- Сюлейман Демирел (1924-2015), президент на Турция (1993-2000);
- Мишел Сулейман е настоящият президент на Ливан, генерал и бивш началник на Генералния щаб на ливанската армия;
- Омар Сулейман, вицепрезидент на Египет.

Други употреби:
- Сюлейман джамия, джамия в Истанбул.